# Plinta
Flávio Plinta (em latim: Flavius Plinta; fl. 418–438) foi um político e general gótico do Império Romano do Oriente. Ele tinha o título conde, e então se tornou cônsul e mestre dos soldados na presença.

## Biografia
Em 418, como conde, ele suprimiu uma revolta na Palestina, e foi talvez em vista desse sucesso que no ano seguinte, em 419, ele foi promovido a cônsul posterior, simultaneamente com Monáxio, e mestre dos soldados na presença. De acordo com Sozomeno, ele foi uma das figuras mais poderosas da corte de Teodósio II.
Plinta era um godo. Ele era parente de Áspar (CIL XI, 2637), provavelmente como seu sogro, e pai de Armácio. Em 450, sua filha foi dada em casamento por Teodósio II a Constâncio, o secretário de Átila. Plinta era um ariano da seita dos Psatirianos (os seguidores de Marino da Trácia), que, em Constantinopla em 419, se juntou aos outros arianos.
Em 431, ele tentou, sem sucesso, colocar Saturnino no trono episcopal de Marcianópolis no lugar do nestoriano Doroteu. Em 432, ele aconselhou o bispo de Antioquia, João, a aceitar a mediação de Teodósio II e a se reconciliar com o patriarca de Alexandria, Cirilo. Entre 435 e 440, ele pediu ao imperador que o enviasse como embaixador, junto com Flávio Dionísio, a Rugila, o rei dos hunos. Após a morte de Rugila, Plinta e Epígenes foram enviados ao seu sucessor, Átila, com quem negociaram e concluíram o Tratado de Margo ou a Paz de Horreu de Margo.